# Pseudopanurgus townsendi
Pseudopanurgus townsendi är en biart som först beskrevs av Cockerell 1897.  Pseudopanurgus townsendi ingår i släktet Pseudopanurgus och familjen grävbin. Inga underarter finns listade i Catalogue of Life.